# Ellyes Skhiri
Ellyes Joris Skhiri (Lunel, 10 mei 1995) is een Frans-Tunesisch voetballer die doorgaans speelt als middenvelder. In juli 2023 verruilde hij 1. FC Köln voor Eintracht Frankfurt. Skhiri maakte in 2018 zijn debuut in het Tunesisch voetbalelftal.

## Clubcarrière
Skhiri speelde in de jeugdopleiding van Montpellier. Bij deze club maakte hij ook zijn professionele debuut. Op 21 maart 2015 werd op bezoek bij Évian TG met 1–0 verloren door een doelpunt van Clarck N'Sikulu en Skhiri mocht van coach Rolland Courbis in de blessuretijd invallen voor Paul Lasne. Het eerste doelpunt van de Tunesiër volgde op 27 februari 2016. In eigen huis tegen Lille viel Skhiri na negenenzeventig minuten in, toen Kévin Bérigaud en Bryan Dabo voor een voorsprong gezorgd hadden. Vier minuten voor tijd verwerkte hij een voorzet van Bérigaud tot doelpunt, waarmee hij de eindstand besliste op 3–0. In september 2016 verlengde de middenvelder zijn verbintenis bij de club tot medio 2020.
In de zomer van 2019 maakte Skhiri voor circa zes miljoen euro de overstap naar het naar de Bundesliga gepromoveerde 1. FC Köln, waar hij zijn handtekening zette onder een verbintenis voor de duur van vier seizoenen. Na afloop van deze periode nam Eintracht Frankfurt hem transfervrij over en hij tekende tot medio 2027 bij die club.

## Clubstatistieken
| Seizoen | Club                | Competitie | Competitie | Competitie | Beker | Beker | Internationaal | Internationaal | Totaal | Totaal |
| Seizoen | Club                | Competitie | Wed.       | Dlp.       | Wed.  | Dlp.  | Wed.           | Dlp.           | Wed.   | Dlp.   |
| ------- | ------------------- | ---------- | ---------- | ---------- | ----- | ----- | -------------- | -------------- | ------ | ------ |
| 2014/15 | Montpellier         | Ligue 1    | 2          | 0          | 0     | 0     | —              | —              | 2      | 0      |
| 2015/16 | Montpellier         | Ligue 1    | 12         | 2          | 1     | 0     | —              | —              | 13     | 2      |
| 2016/17 | Montpellier         | Ligue 1    | 37         | 1          | 2     | 0     | —              | —              | 39     | 1      |
| 2017/18 | Montpellier         | Ligue 1    | 35         | 4          | 6     | 0     | —              | —              | 41     | 4      |
| 2018/19 | Montpellier         | Ligue 1    | 37         | 3          | 1     | 0     | —              | —              | 38     | 3      |
| 2019/20 | 1. FC Köln          | Bundesliga | 32         | 1          | 1     | 0     | —              | —              | 33     | 1      |
| 2020/21 | 1. FC Köln          | Bundesliga | 32         | 5          | 5     | 1     | —              | —              | 37     | 6      |
| 2021/22 | 1. FC Köln          | Bundesliga | 22         | 4          | 1     | 1     | —              | —              | 23     | 5      |
| 2022/23 | 1. FC Köln          | Bundesliga | 32         | 7          | 1     | 0     | 7              | 1              | 40     | 8      |
| 2023/24 | Eintracht Frankfurt | Bundesliga | 27         | 2          | 2     | 1     | 9              | 2              | 38     | 5      |
| 2024/25 | Eintracht Frankfurt | Bundesliga | 10         | 0          | 2     | 0     | 4              | 0              | 16     | 0      |
| Totaal  | Totaal              | Totaal     | 278        | 29         | 22    | 3     | 20             | 3              | 320    | 35     |

Bijgewerkt op 20 november 2024.

## Interlandcarrière
Skhiri maakte zijn debuut in het Tunesisch voetbalelftal op 23 maart 2018, toen met 1–0 gewonnen werd van Iran door een eigen doelpunt van Milad Mohammadi. Skhiri mocht van bondscoach Nabil Maâloul als basisspeler aan het duel beginnen en hij speelde het gehele duel mee. Skhiri werd in juni 2018 door Maâloul opgenomen in de selectie van Tunesië voor het wereldkampioenschap in Rusland. Tunesië werd op het WK in de groepsfase uitgeschakeld na nederlagen tegen Engeland en België en een zege op Panama. Skhiri mocht in alle drie wedstrijden zijn opwachting maken van Maâloul. Een jaar later nam hij ook met Tunesië deel aan het Afrikaans kampioenschap. Hierin bereikte het land de halve finales, waarin Senegal na de verlenging met 1–0 te sterk was. In de strijd om de derde plek werd met 0–1 van Nigeria verloren. Skhiri speelde in alle wedstrijden van Tunesië op het toernooi mee. 
In november 2022 werd Skhiri door bondscoach Jalel Kadri opgenomen in de selectie van Tunesië voor het WK 2022. Tijdens dit WK werd Tunesië uitgeschakeld in de groepsfase na een gelijkspel tegen Denemarken, een nederlaag tegen Australië en een zege op Frankrijk. Skhiri kwam in alle drie duels in actie.
Skhiri werd in december 2023 door Kadri opgenomen in zijn selectie voor het uitgestelde Afrikaans kampioenschap 2023. Tunesië werd in de groepsfase uitgeschakeld na een nederlaag tegen Namibië (0–1) en gelijke spelen tegen Mali (1–1) en Zuid-Afrika (0–0). Skhiri speelde in alle drie duels mee. Zijn toenmalige clubgenoten Omar Marmoush (Egypte) en Farès Chaïbi (Algerije) waren ook actief op het toernooi.
| Interlands van Ellyes Skhiri voor Tunesië | Interlands van Ellyes Skhiri voor Tunesië | Interlands van Ellyes Skhiri voor Tunesië | Interlands van Ellyes Skhiri voor Tunesië | Interlands van Ellyes Skhiri voor Tunesië | Interlands van Ellyes Skhiri voor Tunesië | Interlands van Ellyes Skhiri voor Tunesië |
| №                                         | Datum                                     | Wedstrijd                                 | Uitslag                                   | Competitie                                | Goals                                     |                                           |
| Als speler bij Montpellier                | Als speler bij Montpellier                | Als speler bij Montpellier                | Als speler bij Montpellier                | Als speler bij Montpellier                | Als speler bij Montpellier                | Als speler bij Montpellier                |
| ----------------------------------------- | ----------------------------------------- | ----------------------------------------- | ----------------------------------------- | ----------------------------------------- | ----------------------------------------- | ----------------------------------------- |
| 1                                         | 23 maart 2018                             | Tunesië – Iran                            | 1 – 0                                     | Vriendschappelijk                         |                                           |                                           |
| 2                                         | 27 maart 2018                             | Tunesië – Costa Rica                      | 1 – 0                                     | Vriendschappelijk                         |                                           |                                           |
| 3                                         | 28 mei 2018                               | Portugal – Tunesië                        | 2 – 2                                     | Vriendschappelijk                         |                                           |                                           |
| 4                                         | 1 juni 2018                               | Turkije – Tunesië                         | 2 – 2                                     | Vriendschappelijk                         |                                           |                                           |
| 5                                         | 9 juni 2018                               | Spanje – Tunesië                          | 1 – 0                                     | Vriendschappelijk                         |                                           |                                           |
| 6                                         | 18 juni 2018                              | Tunesië – Engeland                        | 1 – 2                                     | WK 2018                                   |                                           |                                           |
| 7                                         | 23 juni 2018                              | België – Tunesië                          | 5 – 2                                     | WK 2018                                   |                                           |                                           |
| 8                                         | 28 juni 2018                              | Panama – Tunesië                          | 1 – 2                                     | WK 2018                                   |                                           |                                           |
| 9                                         | 9 september 2018                          | Swaziland – Tunesië                       | 0 – 2                                     | AK 2019 kwalificatie                      |                                           |                                           |
| 10                                        | 13 oktober 2018                           | Tunesië – Niger                           | 1 – 0                                     | AK 2019 kwalificatie                      |                                           |                                           |
| 11                                        | 16 oktober 2018                           | Niger – Tunesië                           | 1 – 2                                     | AK 2019 kwalificatie                      |                                           |                                           |
| 12                                        | 16 november 2018                          | Egypte – Tunesië                          | 3 – 2                                     | AK 2019 kwalificatie                      |                                           |                                           |
| 13                                        | 20 november 2018                          | Tunesië – Marokko                         | 0 – 1                                     | Vriendschappelijk                         |                                           |                                           |
| 14                                        | 7 juni 2019                               | Tunesië – Irak                            | 2 – 0                                     | Vriendschappelijk                         |                                           |                                           |
| 15                                        | 11 juni 2019                              | Kroatië – Tunesië                         | 1 – 2                                     | Vriendschappelijk                         |                                           |                                           |
| 16                                        | 17 juni 2019                              | Tunesië – Burundi                         | 2 – 1                                     | Vriendschappelijk                         |                                           |                                           |
| 17                                        | 24 juni 2019                              | Tunesië – Angola                          | 1 – 1                                     | AK 2019                                   |                                           |                                           |
| 18                                        | 28 juni 2019                              | Tunesië – Angola                          | 1 – 1                                     | AK 2019                                   |                                           |                                           |
| 19                                        | 2 juli 2019                               | Mauritanië – Tunesië                      | 0 – 0                                     | AK 2019                                   |                                           |                                           |
| 20                                        | 8 juli 2019                               | Ghana – Tunesië                           | 1 – 1 (4 – 5 n.s.)                        | AK 2019                                   |                                           |                                           |
| 21                                        | 11 juli 2019                              | Madagaskar – Tunesië                      | 0 – 3                                     | AK 2019                                   |                                           |                                           |
| 22                                        | 14 juli 2019                              | Senegal – Tunesië                         | 1 – 0 n.v.                                | AK 2019                                   |                                           |                                           |
| 23                                        | 17 juli 2019                              | Tunesië – Nigeria                         | 0 – 1                                     | AK 2019                                   |                                           |                                           |
| Als speler bij 1. FC Köln                 |                                           |                                           |                                           |                                           |                                           |                                           |
| 24                                        | 6 september 2019                          | Tunesië – Mauritanië                      | 1 – 0                                     | Vriendschappelijk                         |                                           |                                           |
| 25                                        | 10 september 2019                         | Tunesië – Ivoorkust                       | 1 – 2                                     | Vriendschappelijk                         |                                           |                                           |
| 26                                        | 12 oktober 2019                           | Tunesië – Kameroen                        | 0 – 0                                     | Vriendschappelijk                         |                                           |                                           |
| 27                                        | 15 november 2019                          | Tunesië – Libië                           | 4 – 1                                     | AK 2021 kwalificatie                      |                                           |                                           |
| 28                                        | 19 november 2019                          | Equatoriaal-Guinea – Tunesië              | 0 – 1                                     | AK 2021 kwalificatie                      |                                           |                                           |
| 29                                        | 9 oktober 2020                            | Tunesië – Soedan                          | 3 – 0                                     | Vriendschappelijk                         |                                           |                                           |
| 30                                        | 13 oktober 2020                           | Nigeria – Tunesië                         | 1 – 1                                     | Vriendschappelijk                         |                                           |                                           |
| 31                                        | 13 november 2020                          | Tunesië – Tanzania                        | 1 – 0                                     | AK 2021 kwalificatie                      |                                           |                                           |
| 32                                        | 17 november 2020                          | Tanzania – Tunesië                        | 1 – 1                                     | AK 2021 kwalificatie                      |                                           |                                           |
| 33                                        | 25 maart 2021                             | Libië – Tunesië                           | 2 – 5                                     | AK 2021 kwalificatie                      | 39'                                       |                                           |
| 34                                        | 28 maart 2021                             | Tunesië – Equatoriaal-Guinea              | 2 – 1                                     | AK 2021 kwalificatie                      |                                           |                                           |
| 35                                        | 11 juni 2021                              | Tunesië – Algerije                        | 0 – 2                                     | Vriendschappelijk                         |                                           |                                           |
| 36                                        | 15 juni 2021                              | Tunesië – Mali                            | 1 – 0                                     | Vriendschappelijk                         |                                           |                                           |
| 37                                        | 3 september 2021                          | Tunesië – Equatoriaal-Guinea              | 3 – 0                                     | WK 2022 kwalificatie                      | 78'                                       |                                           |
| 38                                        | 7 september 2021                          | Zambia – Tunesië                          | 0 – 2                                     | WK 2022 kwalificatie                      |                                           |                                           |
| 39                                        | 7 oktober 2021                            | Tunesië – Mauritanië                      | 3 – 0                                     | WK 2022 kwalificatie                      | 15'                                       |                                           |
| 40                                        | 10 oktober 2021                           | Mauritanië – Tunesië                      | 0 – 0                                     | WK 2022 kwalificatie                      |                                           |                                           |
| 41                                        | 12 januari 2022                           | Tunesië – Mali                            | 0 – 1                                     | AK 2021                                   |                                           |                                           |
| 42                                        | 16 januari 2022                           | Tunesië – Mauritanië                      | 4 – 0                                     | AK 2021                                   |                                           |                                           |
| 43                                        | 20 januari 2022                           | Gambia – Tunesië                          | 1 – 0                                     | AK 2021                                   |                                           |                                           |
| 44                                        | 23 januari 2022                           | Nigeria – Tunesië                         | 0 – 1                                     | AK 2021                                   |                                           |                                           |
| 45                                        | 29 januari 2022                           | Burkina Faso – Tunesië                    | 1 – 0                                     | AK 2021                                   |                                           |                                           |
| 46                                        | 29 maart 2022                             | Tunesië – Mali                            | 0 – 0                                     | WK 2022 kwalificatie                      |                                           |                                           |
| 47                                        | 22 september 2022                         | Tunesië – Comoren                         | 1 – 0                                     | Vriendschappelijk                         |                                           |                                           |
| 48                                        | 27 september 2022                         | Brazilië – Tunesië                        | 5 – 1                                     | Vriendschappelijk                         |                                           |                                           |
| 49                                        | 16 november 2022                          | Iran – Tunesië                            | 0 – 2                                     | Vriendschappelijk                         |                                           |                                           |
| 50                                        | 22 november 2022                          | Denemarken – Tunesië                      | 0 – 0                                     | WK 2022                                   |                                           |                                           |
| 51                                        | 26 november 2022                          | Tunesië – Australië                       | 0 – 1                                     | WK 2022                                   |                                           |                                           |
| 52                                        | 30 november 2022                          | Tunesië – Frankrijk                       | 1 – 0                                     | WK 2022                                   |                                           |                                           |
| 53                                        | 24 maart 2023                             | Tunesië – Libië                           | 3 – 0                                     | AK 2023 kwalificatie                      |                                           |                                           |
| 54                                        | 28 maart 2023                             | Libië – Tunesië                           | 0 – 1                                     | AK 2023 kwalificatie                      |                                           |                                           |
| Als speler bij Eintracht Frankfurt        |                                           |                                           |                                           |                                           |                                           |                                           |
| 55                                        | 7 september 2023                          | Tunesië – Botswana                        | 3 – 0                                     | AK 2023 kwalificatie                      |                                           |                                           |
| 56                                        | 12 september 2023                         | Egypte – Tunesië                          | 1 – 3                                     | Vriendschappelijk                         |                                           |                                           |
| 57                                        | 13 oktober 2023                           | Zuid-Korea – Tunesië                      | 4 – 0                                     | Vriendschappelijk                         |                                           |                                           |
| 58                                        | 17 oktober 2023                           | Japan – Tunesië                           | 2 – 0                                     | Vriendschappelijk                         |                                           |                                           |
| 59                                        | 17 november 2023                          | Tunesië – Sao Tomé en Principe            | 4 – 0                                     | WK 2026 kwalificatie                      |                                           |                                           |
| 60                                        | 21 november 2023                          | Malawi – Tunesië                          | 0 – 1                                     | WK 2026 kwalificatie                      |                                           |                                           |
| 61                                        | 6 januari 2024                            | Tunesië – Mauritanië                      | 0 – 0                                     | Vriendschappelijk                         |                                           |                                           |
| 62                                        | 10 januari 2024                           | Tunesië – Kaapverdië                      | 2 – 0                                     | Vriendschappelijk                         |                                           |                                           |
| 63                                        | 16 januari 2024                           | Tunesië – Namibië                         | 0 – 1                                     | AK 2023                                   |                                           |                                           |
| 64                                        | 20 januari 2024                           | Tunesië – Mali                            | 1 – 1                                     | AK 2023                                   |                                           |                                           |
| 65                                        | 24 januari 2024                           | Zuid-Afrika – Tunesië                     | 0 – 0                                     | AK 2023                                   |                                           |                                           |
| 66                                        | 5 juni 2024                               | Tunesië – Sao Tomé en Principe            | 1 – 0                                     | WK 2026 kwalificatie                      |                                           |                                           |
| 67                                        | 9 juni 2024                               | Namibië – Tunesië                         | 0 – 0                                     | WK 2026 kwalificatie                      |                                           |                                           |
| 68                                        | 11 oktober 2024                           | Tunesië – Comoren                         | 0 – 1                                     | AK 2025 kwalificatie                      |                                           |                                           |
| 69                                        | 14 oktober 2024                           | Comoren – Tunesië                         | 1 – 1                                     | AK 2025 kwalificatie                      |                                           |                                           |
| 70                                        | 14 november 2024                          | Madagaskar – Tunesië                      | 2 – 3                                     | AK 2025 kwalificatie                      |                                           |                                           |

Bijgewerkt op 20 november 2024.